# Полара (Месина)
Полара је насеље у Италији у округу Месина, региону Сицилија.
Према процени из 2011. у насељу је живело 83 становника. Насеље се налази на надморској висини од 78 м.